# Мецотинта
Мецотинта (фр. manière noire, енгл. mezzotint) је графички поступак дубоке штампе при коме се матрица израђује механичким путем.

## Историјат
Изум мецотинте се приписује Лудвигу фон Зигену (1609-1680) средином 17. века.

## Принцип
Техника мецотинте се изводи механичким дјеловањем на матрицу. И овдје је матрица метална плоча која се механичким путем обрађује тако да се добије специфична зрнаста структура. За то се користи специјалан алат који се зове "њихалица". Њихалица има веома оштар алат који је у ствари резна површина којом се у 4 смјера дјелује на матрицу. Пажљивим нарезивањем и уклањањем отпада са плоче могуће је постићи различите степене нијансирања на матрици, а сасм тим и на графичком листу када извршимо отискивање. Процес премазивања плоче и штампања се врши и као код других графичких техника дубоке штампе. 
Пошто је мецотинта јако спора и захтјевна техника она је данас веома ријетка у употреби при изради графика.